# William Saunders Hallaran

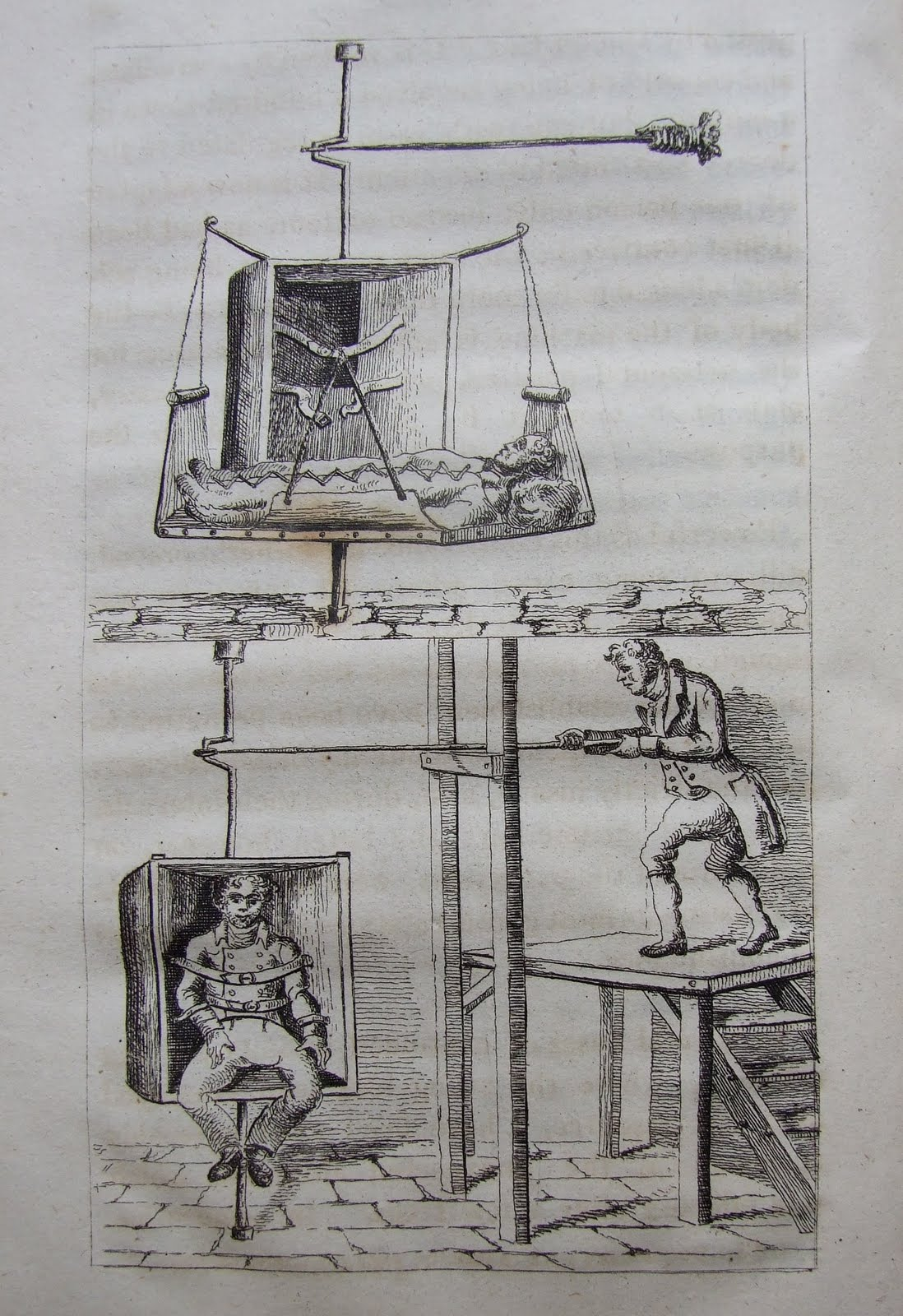
Hallaran’s chair, 1818

William Saunders Hallaran (geboren um 1765; gestorben 1825) war ein irischer Psychiater des späten 18. und frühen 19. Jahrhunderts. Er war 40 Jahre lang der Superintendent des Lunatic Asylums in Cork. Seine Arbeit gilt als wegweisend für die Psychiatrie in Irland.

## Werke
- An enquiry into the causes producing the extraordinary addition to the number of insane, together with extended observations on the cure of insanity: with hints as to the better management of public asylums for insane persons. Cork, 1810
- Practical Observations on the causes and cure of insanity. Cork, 1818 (zweite Auflage des Werks von 1810)